# 霍萊尼謝韋 (赫梅利尼茨基區)
49°17′2″N 27°49′20″E / 49.28389°N 27.82222°E
霍萊尼謝韋（羅馬化：Holenyshcheve）是位於烏克蘭西部的村莊，由赫梅利尼茨基州裡赫梅利尼茨基區的萊蒂奇夫市鎮負責管轄。該村面積2.17平方公里，海拔高度283米，2001年人口727，人口密度每平方公里334.9人。